# Ebaliopsis
Ebaliopsis is een geslacht van kreeftachtigen uit de klasse van de Malacostraca (hogere kreeftachtigen).

## Soorten
- Ebaliopsis erosa (A. Milne-Edwards, 1873)
- Ebaliopsis viadieri Ward, 1942